# 卡里峰
62°11′05″N 07°44′04″E / 62.18472°N 7.73444°E

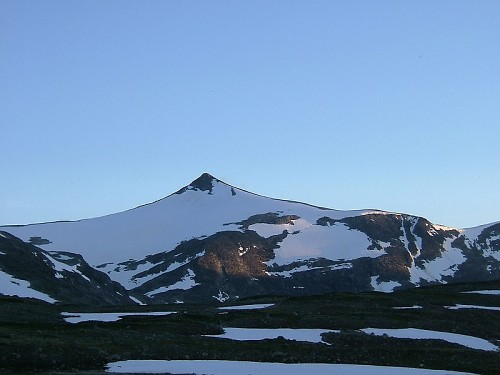

卡里峰是挪威的山峰，位於該國中部，處於內陸郡和默勒-魯姆斯達爾郡接壤的邊界，屬於塔菲尤爾山脈的一部分，海拔高度1,982米，受凍原氣候影響。